# Île Gruinard
L'île Gruinard, en anglais Gruinard Island, en gaélique écossais Eilean Ghruinneard, est une petite île inhabitée du Royaume-Uni située sur la côte occidentale de l'Écosse, à mi-chemin entre les petites villes d'Ullapool à l'est et de Gairloch au sud-ouest.
En 1942, elle est utilisée comme site de test grandeur nature d'un bombardement aérien à la maladie du charbon, ce qui entraîne sa mise en quarantaine jusqu'en 1990.

## Géographie
L'île Gruinard est une petite île des îles Britanniques située sur la côte occidentale de l'Écosse et baignée par les eaux de la baie de Gruinard (en) faisant partie de The Minch, une baie de l'océan Atlantique. L'île se trouve non loin des côtes du council area des Highland dont elle fait partie, face au village de Laide situé au sud-ouest et à l'est de la presqu'île de Rubha Mhòr.
L'île est ovale, orientée selon un axe nord-sud avec environ deux kilomètres de longueur pour un kilomètre de largeur. Elle culmine à 104 mètres d'altitude à un cairn situé sur la colline appelée An Eilid. Le cap Nord de l'île est le Na Gamhnaichean, le cap Est est le Seana Chreag et le cap Sud est le Àird nan Caorach. Ses côtes sont entièrement rocheuses à l'exception de la partie sud-est de l'île qui s'étire en une flèche de sable appelée Sròn a’ Moil. L'île ne comporte aucune construction et seuls cinq petits ruisseaux coulent au Nord de l'île.

## Histoire
L'île Gruinard est connue pour avoir servi de lieu de test grandeur nature pour la guerre bactériologique durant la Seconde Guerre mondiale. Une bombe contenant le bacille responsable de la maladie du charbon, sous forme de spores, y est larguée en 1942 et recouvre entièrement l'île, entraînant en trois jours les premiers morts chez les moutons qui y avaient été rassemblés pour la circonstance et tuant finalement tout le troupeau à la fin de l'expérience. Le test est alors jugé concluant et l'île est placée sous quarantaine pour éviter toute contamination du reste de l'Écosse.
En 1986, un chantier de décontamination qui coûtera 500 000 livres sterling démarre. Il consiste à arroser l'île de formol (fabriqué avec 280 tonnes de gaz formaldéhyde solubilisé dans deux millions de litres d'eau de mer) et à prélever la terre de surface en certains endroits qui est stockée dans des conteneurs scellés. Afin de tester le nouveau caractère inoffensif de l'île, un troupeau de moutons y est relâché et placé en observation durant près de quatre ans. Finalement, le 24 avril 1990, Michael Neubert (en), le Secrétaire d'État à la Défense britannique, se rend sur l'île et retire le dernier panneau prévenant de la quarantaine, rendant officiellement l'île accessible librement.